# Дефрутум
Дефрутум — у стародавній римській кухні неферментоване, варене виноградне сусло, яке використовувалося як підсолоджувач для соусів, як загальний підсолоджувач (цукор був дуже рідкісним і дорогим, мед був єдиною альтернативою) або як підсолоджувач у вині. Згідно з Плінієм сусло було уварене до половини початкового об'єму, згідно з Варроном і Колумеллою — на третину свого попереднього об'єму. Для посилення солодкості рекомендувалося варити виноград у свинцевих посудинах (свинцевий цукор); Однак, згідно з наявними даними, це шкідливо для здоров'я.
Іншими винними сиропами були сапа та кароенум. Для Сапи виноградне сусло також було уварене до третини об'єму. Колумелла і Варрон, з іншого боку, вважали, що сапі достатньо википіти лише до половини свого об'єму. Натомість Кароен вважав, що достатньо уварення лише на третину. Сапа існувала також у фармацевтичній мові 16 століття, як Sapa vini dulcis, солодке вино, згущене наполовину або на третину.
Сироп зі згущеного виноградного соку широко використовується в турецькій кухні під назвою Pekmez.